# ハーラル・ホールファグレ (海防戦艦)
| ハーラル・ホールファグレ                                      | ハーラル・ホールファグレ                         | ハーラル・ホールファグレ                         |
| ------------------------------------------------------------- | ------------------------------------------------ | ------------------------------------------------ |
|                                                               |                                                  |                                                  |
| カールヨハンスヴァーンにてドック入り中の様子（1903年10月4日） |                                                  |                                                  |
| 艦歴                                                          |                                                  |                                                  |
| 起工                                                          | 1896年3月1日                                     | 1896年3月1日                                     |
| 進水                                                          | 1897年1月4日                                     | 1897年1月4日                                     |
| 就役                                                          | 1898年3月21日                                    | 1898年3月21日                                    |
| 捕獲                                                          | 1940年4月9日、ドイツによりホルテンで捕獲         | 1940年4月9日、ドイツによりホルテンで捕獲         |
| 再就役                                                        | 1941年2月1日、テーティスとして就役               | 1941年2月1日、テーティスとして就役               |
| 編入                                                          | 1945年5月8日のドイツ降伏後にノルウェー海軍に復帰 | 1945年5月8日のドイツ降伏後にノルウェー海軍に復帰 |
| 退役                                                          | 1947年                                           | 1947年                                           |
| その後                                                        | 1948年解体                                       | 1948年解体                                       |
| 要目                                                          |                                                  |                                                  |
| 艦種                                                          | 海防戦艦                                         | 海防戦艦                                         |
| 艦級                                                          | ハーラル・ホールファグレ級海防戦艦               | ハーラル・ホールファグレ級海防戦艦               |
| 排水量                                                        | 基準排水量                                       | 3,380t                                           |
| 全長                                                          | 92.7m                                            | 92.7m                                            |
| 全幅                                                          | 14.8m                                            | 14.8m                                            |
| 吃水                                                          | 5.38m                                            | 5.38m                                            |
| 機関                                                          | レシプロ型蒸気機関6缶2基2軸                      | 4,500hp                                          |
| 速力                                                          | 16.9ノット                                       | 16.9ノット                                       |
| 航続距離                                                      | 5000海里                                         | 5000海里                                         |
| 乗員                                                          | 225人                                            | 225人                                            |
| 武装                                                          | 21cm単装砲                                       | 2門                                              |
| 武装                                                          | 12cm単装砲                                       | 6門                                              |
| 武装                                                          | 7.6cm単装砲                                      | 6門                                              |
| 武装                                                          | 1ポンド速射砲                                    | 6門                                              |
| 武装                                                          | 45cm水中魚雷発射管                               | 2門                                              |
| 装甲                                                          | 舷側                                             | 177mm                                            |
| 装甲                                                          | 主砲塔                                           | 203mm                                            |
| 装甲                                                          | 司令塔                                           | 152mm                                            |

ハーラル・ホールファグレ（ノルウェー語: Harald Haarfagre）は、ノルウェー海軍の海防戦艦。ハーラル・ホールファグレ級。艦名は、ノルウェーの初代国王とされるハーラル1世のことである。最初の予定艦名はデンマーク・ノルウェー海軍の提督コルト・アデラーであった。
アームストロング・ホイットワース社のロー・ウォーカーの造船所で船体番号648として建造。同じ場所で建造の649号艦（「トルデンショル」）と同日の1896年3月18日に起工、1897年1月4日に進水し、同年6月10日に最終公試を行った。12月18日就役。
計画排水量3435トン、常備排水量3380トン、満載排水量3858トン、全長92.66m、垂線間長85.34m、最大幅14.78m、船体深さ8.08m、計画吃水5.05m、満載吃水5.38m。竣工時の兵装はマームストロング44口径8.24インチ（20.93cm）後装施条砲単装2基、アームストロング44口径4.724インチ（12.0cm）速射砲単装6基、アームストロング40口径12ポンド12cwt（口径76mm）速射砲6門、ホチキス40口径1ポンド（口径37mm）砲6門、45cm（17.7インチ）水中魚雷発射管単装2基であった。主機はホーソン・レスリー製直立3気筒3段膨張式往復動機関2基、2軸、主缶は円缶3基で計画速力17.2ノット。装甲はハーヴェイ・ニッケル鋼製の水線装甲帯が艦中央部で厚さ178mm、他は51mm。防護甲板が厚さ51mm、司令塔が厚さ152mm（178mmとも）。主砲前楯とバーベットはニッケル鋼聖で厚さはそれぞれ203mm、152mmであった。乗員は245名（225名とも）。
「ハーラル・ホールファグレ」と「トルデンショル」は1889年にオランダのコペンハーゲン、1900年にキールとマーストランドを訪問。
1907年、「ハーラル・ホールファグレ」はハンプトン・ローズでアメリカ入植300年記念式典に参加した。これはノルウェー海軍初のアメリカ合衆国訪問であった。続いて「ハーラル・ホールファグレ」はジェームズタウン博覧会にスウェーデン装甲巡洋艦「フィルギア」と共に参加した。
第一次世界大戦中の1914年11月、燃料不足となったドイツ仮装巡洋艦「ベルリン」がやって来たトロンハイムへ「ハーラル・ホールファグレ」は水雷艇とともに派遣された。「ベルリン」は抑留されることとなった。1818年にはイギリスの要求によってウツイラ島とカルモェイの間に機雷が敷設され、ドイツ軍による掃海や突破を防ぐため「ハーラル・ホールファグレ」と「トルデンショル」が配置された。
1818年ごろにボフォース30口径75mm M.18型高角砲が主砲天蓋上に搭載され（搭載は1930年代とも）、魚雷発射管が撤去された。
第一次世界大戦後、練習艦となった。
1939年の中立宣言に伴い「ハーラル・ホールファグレ」と「トルデンショル」は一部兵装が撤去され、1940年にホルテンで宿泊艦となった。
1940年4月、ドイツ軍がノルウェーに侵攻。9日のホルテン制圧にともない「ハーラル・ホールファグレ」と「トルデンショル」はドイツが接収。防空浮砲台へと改装され、「ハーラル・ホールファグレ」は「テティス（Thetis）」と改名された。改装工事は1940年10月10日に開始された。工事はTønsbergのKaldnes Mekanikske Verkstedでおこなわれ、砲関係の搭載はキールのドイチェヴェルケでなされた。既存の兵装はすべて撤去され、クルップ10.5cm SK C/32型砲6門、ボフォース40mm機関砲（4cm FlaK 28）2門、モーゼル20mm機関銃（2cm FlaK 38）14挺が搭載された。
1941年2月1日就役。「テティス」はハーシュタに配備されたとされるが、写真はキールにいたことを示しており、またフレンスブルクに配備されていたともいわれる。戦艦「ティルピッツ」が1943年にアルタフィヨルド、コーフィヨルドへ移るると、「テティス」は「ニュンフェ」（旧「トルデンショル」）ともには同艦防衛用として同地に配備された。1944年10月には両艦は「ティルピッツ」とともにトロムソへ移った。「ティスピッツ」沈没後はキールへ移った。1945年5月1日、ハーシュタでイギリス護衛空母「サーチャー」、「トランペッター」、「クイーン」搭載機による攻撃を受けて損傷した。
戦後「テティス」はノルウェーに戻り、ドイツ軍捕虜の輸送にあたった後、宿泊艦となった。1947年に売却され、解体された。